# Torfou (Essonne)
Torfou é uma comuna francesa na região administrativa da Ilha-de-França, no departamento de Essonne. Estende-se por uma área de 3,5 km². Em 2010 a comuna tinha 283 habitantes (densidade: 80,9 hab./km²).